# Francesco Maria Rubano
Francesco Maria Rubano (Telese, 21 gennaio 1988) è un politico italiano.

## Biografia
Dopo la maturità scientifica si è laureato in Giurisprudenza. Svolge la professione di consulente legale.

## Attività politica
Inizia all'età di 15 anni la sua carriera politica nell'Udeur-Popolari per il Sud, di cui diviene portavoce provinciale nel 2011 e segretario nazionale del Movimento Giovanile.
Alle elezioni comunali del 2013 è eletto consigliere comunale di Puglianello con 255 voti di preferenza, divenendo anche presidente del Consiglio Comunale e in seguito Vicesindaco. 
Dopo aver aderito a Forza Italia, di cui diviene vice-coordinatore regionale dei giovani nel 2014, lascia il partito perché rompe il rapporto con Sandra Lonardo Mastella.
Alle elezioni amministrative del 2017 si candida da indipendente alle elezioni della provincia di Benevento con la lista Benevento Popolare risultando eletto con 3706 voti ponderati, venendo poi nominato Vicepresidente della provincia nell'ambito della giunta di centrosinistra presieduta da Claudio Ricci e rimanendo in carica fino al 2019.
Aderisce ad Alternativa Popolare, di cui diviene coordinatore per la provincia di Benevento.
Viene confermato consigliere comunale con 445 preferenze e vicesindaco anche alle elezioni comunali del 2018.
Dopo il decesso del primo cittadino in carica Tonino Bartone, cui Rubano fa da reggente, alle elezioni comunali del 2019 è stato eletto sindaco di Puglianello con il 65,08% dei voti per la lista civica Uniti e coerenti.
Alle elezioni europee del 2019 vota la candidata nelle liste della Lega Lucia Vuolo senza però mai tesserarsi. Dopo la fuoriuscita di Clemente Mastella da Forza Italia nel 2020 rientra in Forza Italia, di cui è nominato vice-coordinatore regionale il 31 luglio 2020 e commissario nel Sannio nel novembre 2021.
Alle elezioni politiche del 2022 è eletto alla Camera dei Deputati nel collegio uninominale Campania 2 - 03 (Benevento) per il centrodestra (in quota Forza Italia), ottenendo il 36,94% e superando Sabrina Ricciardi del Movimento 5 Stelle (22,15%) e Antonella Pepe del centrosinistra (18,03%).